# John Whiting
John Whiting (* 15. November 1917 in Salisbury; † 16. Juni 1963 in London) war ein britischer Dramatiker.

## Leben und Werk
John Whiting wollte zunächst Schauspieler werden und besuchte die Royal Academy of Dramatic Art in London. Seine Karriere wurde jedoch vom Ausbruch des Zweiten Weltkriegs beendet und Whiting wurde für fünf Jahre Soldat. Nach dem Krieg begann er Theaterstücke zu schreiben. Die Komödie A Penny for a Song kam 1951 heraus. Mit Saint's Day gewann er im gleichen Jahr den Dramatikerwettbewerb am Festival of Britain. Doch trotz dieser ersten Anerkennung blieb ihm der Erfolg auf den britischen Bühnen verwehrt. Auch die weiteren Stücke erlebten nur wenige Aufführungen. Whiting begann für das Fernsehen und den Film zu schreiben.
1960 gab Theaterintendant und Regisseur Peter Hall ihm den Auftrag für das historische Stück Die Teufel. Es wurde an Halls Royal Shakespeare Company uraufgeführt und brachte Whiting endlich den ersehnten Erfolg. Whiting hatte sich als Theaterautor durchgesetzt, doch sein früher Tod ließ weitere Erfolge nicht mehr zu. 
Erst nach seinem Tod wurde ihm der Platz in der Theatergeschichte als Nachfolger von T. S. Eliot und Vorläufer von Harold Pinter zugewiesen. Die sehr symbolistischen Stücke mit dem ursprünglichen Bühnenrealismus brechend gelten heute auch als Wegbereiter für das absurde Theater eines Samuel Beckett.
1965 wurde der John Whiting Award zu Ehren der Lebensleistung des Dramatikers eingerichtet, der bis heute verliehen wird.

## Filmografie
- 1965: Cassidy, der Rebell (Young Cassidy)